# Rajendra Prasad

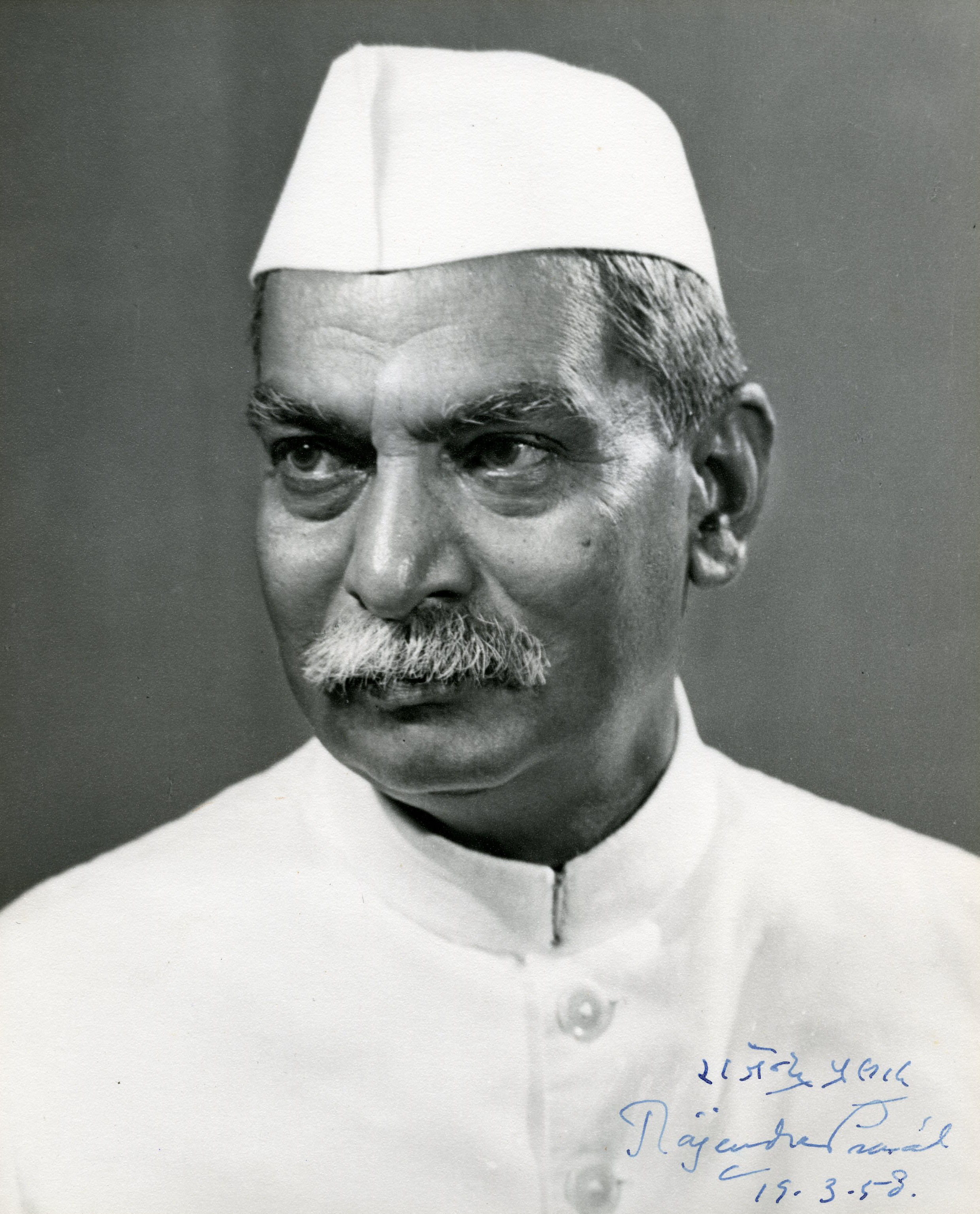
Porträtfoto des Staatspräsidenten Rajendra Prasad mit Unterschrift, als Geschenk für Neuseelands Präsidenten Walter Nash anlässlich des Staatsbesuchs 1958. Er trägt als Kopfbedeckung, das Gandhi-Topi, dem Identifikationssymbol der indischen Unabhängigkeitsbewegung aus ungefärbtem Khadi-Gewebe.

Rajendra Prasad (Hindi: राजेन्द्र प्रसाद, Rājendra Prasādⓘ; * 3. Dezember 1884 in Ziradei (auch Zeradei/Jeeradei, hindi जीरादेई), Siwan-Distrikt, Bihar; † 28. Februar 1963 in Patna, Bihar) war ein indischer Jurist, Politiker und von 1950 bis 1962 Präsident der Republik Indien.

## Leben

### Jugend und Ausbildung, Ehe
Prasad war das jüngste Kind einer Landbesitzerfamilie aus der Schreiber-Kaste der Kayastha. Der Großonkel hatte als Großgrundbesitzer (Zamindar) und Diwan (Schatzmeister) des Hathwa Raj, des Feudalherren von Hathwa in Bihar, den Grundstein für das Familienvermögen gelegt. Prasads Vater lebte als Landedelmann, der sowohl Persisch als auch Sanskrit beherrschte und neben dem Hindu-Ayurveda auch die muslimische Unani-Medizin ausübte. Auch der junge Rajendra lernte neben seiner Muttersprache Maithili, dem Bengali und dem Hindi bei einem Maulvi, einem muslimischen Schriftgelehrten, Persisch, die ehemalige Hof- und Diplomatensprache des Landes; seiner Mutter verdankte er die lebenslange Vorliebe für die Erzählungen des indischen Nationalepos Ramayana. Auf dem College im nahe gelegenen Patna fand der Unterricht dann auf Englisch statt. 1902 trat er als einer der ganz wenigen aus Bihar in der damaligen Hauptstadt Britisch-Indiens, Kalkutta, als Student in das renommierte Presidency College der University of Calcutta ein, die er mit hervorragenden Noten als Master of Law abschloss und wo er von seinen Kommilitonen zum Sekretär der Studentenvereinigung gewählt wurde. Wie seinerzeit üblich, war Prasad schon mit dreizehn Jahren (1898) verheiratet worden und war 1909 bereits Vater von zwei Söhnen.
Durch seinen älteren Bruder mit den Ideen der Swadeshi-Bewegung vertraut gemacht, die als Reaktion auf Pläne der Briten zur Teilung Bengalens 1905 zum Boykott ausländischer Waren aufrief, engagierte er sich bald in der intellektuellen, sozial ausgerichteten Dawn Society, ebenfalls entstanden aus dem Protest gegen die Teilung Bengalens, und bei der Gründung der Vereinigung der Studenten aus Bihar. Sein Plan, sich zur Aufnahme bei der Verwaltungselite des Landes, dem Indian Civil Service (ICS), zu bewerben, scheiterte dagegen am Widerstand der Familie.

### Tätigkeit als Jurist
1911 machte sich Prasad als Jurist selbständig und trat im gleichen Jahr in die indische politische Sammelbewegung der Kongresspartei (INC) ein, wo er bald in das All India Congress Committee (AICC) gewählt wurde. Gopal Krishna Gokhale, ein führender Politiker der Partei, hatte ihn bereits zuvor für seine soziale Organisation anzuwerben versucht und ihn tief beeindruckt. Trotz der finanziellen Probleme, in die seine Familie in der Zwischenzeit geraten war, widmete sich Prasad nicht der Sanierung des angeschlagenen Familienbesitzes, sondern verfolgte, ab 1915 an dem für Orissa und Bihar neu gegründeten High Court von Patna, sein Ziel, durch seine juristische Karriere, die er nicht Protektion und Beziehungen, sondern seiner eigenen Leistung verdankte, politisch und sozial weiter wirken zu können. Auch in Patna engagierte er sich im dortigen Provincial Congress Committee. Mehr noch als seine juristischen Kenntnisse verschafften ihm vor Gericht sein ausgezeichnetes Gedächtnis und seine persönliche Integrität einen ausgezeichneten Ruf.

### Begegnung mit Gandhi, Anfänge als Politiker
Prasad traf Mahatma Gandhi zum ersten Mal 1915 beim Satyagraha von Champaran anlässlich der Protestbewegung der Indigobauern und dann erneut 1916, entschied sich aber erst nach einem erneuten Treffen 1917, bei dem er Gandhi vor Gericht vertrat, und vor allem nach den Ereignissen im Panjab und dem Rowlatt Act von 1919, Gandhi auf dem Weg der Non-Cooperation, des gewaltlosen Widerstands (Satyagraha) und des zivilen Ungehorsams zu folgen und damit den Bruch mit der britischen Regierung in Indien zu wagen. 1920 ließ er seine Karriere als Jurist und Dozent fahren und widmete sich ganz der politischen und sozialen Arbeit, auch durch Gründung (Desh 1920) oder Mitarbeit an Zeitschriften (Searchlight, beide aus Patna).
Als Folge seiner Opposition wurde Prasad aus dem Senat der Universität von Calcutta ausgeschlossen; seine Kinder ließ er nun nicht mehr an englischen, sondern nur noch an hindisprachigen Schulen unterrichten. Zu einer Zeit, als Gandhi noch auf wenige Gefolgsleute zählen konnte, propagierte Prasad in engem Kontakt mit Gandhi im Osten des Landes auf zahlreichen Reisen dessen Ideen der Selbstgenügsamkeit, der Gewaltlosigkeit (Ahimsa) und der Selbstregierung (Swaraj), während Vallabhbhai „Sardar“ Patel das Gleiche im Westen tat. Prasad mobilisierte dabei vor allem das bäuerliche Klientel und setzte sich für die Produktion und das Tragen des selbst gesponnenen Khadi ein. Mit Patel schloss er, sobald er ihn kennengelernt hatte, trotz der ganz unterschiedlichen Charaktere eine lebenslange Freundschaft; beide hatten ihre Kindheit auf dem Dorf verbracht, und beide hatten den Anwaltsberuf ergriffen.
Seine politische Aktivität trug Prasad mehrere Gefängnisaufenthalte – unter anderem im Zusammenhang mit dem Salzmarsch (1930) und der Quit-India-Bewegung (1942) – und gesundheitliche Probleme (Asthma) ein. Das Fehlen eines regulären Einkommens konnte er nur mit Hilfe seines Bruders ausgleichen, der ihm mit Geld unter die Arme griff; finanzielle Unterstützung seitens der Kongresspartei hat Prasad stets abgelehnt.

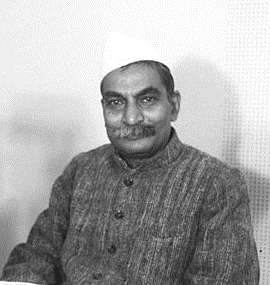
Rajendra Prasad als Ernährungsminister bei einer Radioansprache im Dezember 1947 (Ausschnitt)

### Aufstieg in der Kongresspartei
Als sich im Januar 1934 in Bihar ein verheerendes Erdbeben ereignete, wurde Prasad, der wieder einmal im Gefängnis saß, von der britischen Regierung freigelassen, um sich – obwohl selber krank – an den Reorganisationsarbeiten beteiligen zu können. Der von ihm umgehend organisierte Rettungsfonds überstieg mit 3,8 Mio. Rupien denjenigen des Vizekönigs um das Vierfache und wurde äußerst umsichtig eingesetzt – ein spektakulärer Erfolg, der im Oktober des Jahres seine Ernennung zum Präsidenten der Bombay Section des Nationalkongresses nach sich zog. Auch beim Erdbeben von Quetta in Belutschistan im Westen des heutigen Pakistan 1935 stellte er seine organisatorischen Fähigkeiten unter Beweis.
Als in Britisch-Indien aufgrund des Government of India Act (1935) aus den Wahlen des Jahres 1937 in den Provinzen acht Kongressministerien hervorgingen, übten „Sardar“ Patel, Rajendra Prasad und Maulana Azad als Beauftragte der Kongresspartei die zentrale Kontrolle und Aufsicht aus, und als 1939 der bisherige Kongresspräsident, der Bengale Subhas Chandra Bose, aufgrund seines gewaltbereiten Ansatzes und damit seines Gegensatzes zu Gandhi, dem Working Committee der Partei und der Mehrheit im Kongress die Führerschaft abgeben musste, sprang Prasad in die Lücke; aufgrund seiner Wertschätzung des radikalen Bengalen bekannte er später: „it was a most unpleasant time“. Als Kongresspräsident verantwortete Prasad im November 1939 den Rückzug aller Kongressminister aus den Provinzministerien mit; die Muslimliga Muhammad Ali Jinnahs füllte bis Kriegsende nur zu bereitwillig die Lücken. Als die Kongresspartei auf dem Höhepunkt des Zweiten Weltkrieges mit ihrer Quit-India-Bewegung 1942 den völligen Rückzug der Briten verlangte und gewaltlosen Widerstand ankündigte, wurde Prasad ebenso wie alle anderen Mitglieder des Kongresskomitees und landesweit weitere 60.000 Personen umgehend verhaftet. Prasad blieb bis fast zum Kriegsende (August 1942-Juni 1945), im Gefängnis, seiner schwachen Gesundheit wegen nicht, wie der Rest der Parteiführung, in Ahmednagar, sondern im Bankipur Jail, Patna, in seiner Heimatprovinz. Wie Nehru, der in der Haftzeit sein Magnum Opus, The Discovery of India verfasste, betätigte auch Prasad sich im Gefängnis schriftstellerisch; das Ergebnis war seine auf Hindi verfasste Autobiographie Atmakatha.

### Minister für Ernährung und Landwirtschaft
Auf Bitten des Vizekönigs von Indien, Lord Wavells, übernahm Prasad 1946 in der Übergangsregierung (2. September 1946 – 15. August 1947) ein Jahr lang das Ministeramt für Ernährung und Landwirtschaft, das ihm von seiner ländlichen Herkunft her am ehesten zusagte und wo er auch durchaus mit Kenntnissen aufwarten konnte. In seiner kurzen Amtszeit setzte Prasad mit gewohnter Effizienz und Durchschlagskraft auf Gandhis Wunsch hin und gegen zahlreiche Bedenken die Freigabe der Getreidepreise durch und kreierte das populäre Motto „Grow more food“.

### Leiter der Konstituierenden Versammlung (Verfassungsversammlung)
Prasads organisatorische und politische Fähigkeiten zeigten sich auch, als er unter großer Zustimmung aller Beteiligten „mit unendlicher Geduld, mit Geschick, Charme und Entschlossenheit die ausführlichen, freien und offenen Diskussionen“ (Mehra) der Konstituierenden Versammlung als deren gewählter Präsident (seit 1947) leitete, die 1946–1950 tagte; sie erarbeitete die (mit Zusätzen) bis heute gültige indische Verfassung.

### Erster Staatspräsident Indiens 1950–1962 und Tod
Prasad wurde am 26. Januar 1950 aufgrund seiner Verdienste und Erfahrung zunächst interimistisch in das Amt des ersten Staatspräsidenten Indiens nach der Unabhängigkeit gewählt, dann in der Präsidentschaftswahl in Indien 1952 zum ersten Mal auch formal vom Electoral College (Indien) bestätigt. Nach Ablauf der auf fünf Jahre festgelegten Amtsperiode wurde er am 6. Mai 1957 wiedergewählt und bekleidete das Amt bis 1962. Damit ist er der am längsten amtierende Staatspräsident seit Bestehen der Republik Indien, trotz oder vielleicht gerade wegen seiner bäuerlichen Herkunft und seines schlichten Auftretens. Seine Amtszeit verlief ohne tiefgreifende Differenzen mit dem ersten Premierminister des Landes, dem ebenso lange amtierenden Jawaharlal Nehru (1947–1964), wobei Prasad stets auf die Notwendigkeit besserer, vor allem elementarer, Bildungsmöglichkeiten hinwies.
Zahlreiche Reisen führten Prasad, der bisher nur Nordindien kannte, auch in den Süden des Landes, seit 1956 in zahlreiche Länder Asiens und in die Sowjetunion.
Aufgrund seiner nachlassenden Gesundheit verzichtete Prasad 1962 auf eine (mögliche) weitere Amtszeit. Seine Frau Rajbanshi (oder Rajvanshi) Devi verstarb im gleichen Jahr. Sie galt als „Verkörperung des Verzichts, der Selbstlosigkeit, der Zurückhaltung und Verehrung ... eine ganz in der Tradition stehende Hindu-Frau, die ihre Person vollkommen in den Dienst ihres Mannes stellte“. In sein letztes Lebensjahr fiel der für Indien unglücklich verlaufende Indisch-Chinesische Grenzkrieg vom Oktober–November 1962, der Prasad zwar nicht völlig überraschte, aber zutiefst erschütterte.

## Auszeichnungen
1937 erhielt Rajendra Prasad von der Universität Allahabad den juristischen Doktortitel verliehen. 1962 wurde er mit dem höchsten zivilen Verdienstorden des Landes, dem Bharat Ratna, ausgezeichnet. Außerdem war Prasad Träger zahlreicher in- und ausländischer Ehrentitel.

## Sonstiges
Prasad galt als guter Stilist; die hindisprachliche Fassung seiner Autobiographie Atmakatha galt als bislang beste Autobiographie in dieser Sprache. Neben Gandhi und dem INC-Politiker Purushottam Das Tandon (1882–1962) zählte Prasad daher auch zu den wichtigsten Befürwortern des Hindi als Staatssprache des neuen Indien.

## Zitate
- „Prasad war für Gandhi das, was Johannes für Christus war“ – Sarojini Naidu[30]
- „Im Augenblick scheint Rajendra Prasad die einzige Entschuldigung dafür zu sein, dass man dem Gandhitum noch eine weitere Chance gibt, ein politisches Problem zu lösen“ – Chittaranjan Das 1922[31]
- „Das einzige Argument, das gegen den Abbruch des Gandhikults spricht, ist Rajendra Prasad“ – „Sardar“ Vallabhbhai Patel 1927[32]
- „Es gibt zumindest einen Menschen, der nicht zögern würde, auch einen Giftbecher aus meiner Hand anzunehmen“ – Mahatma Gandhi[33]
- „Rajendra Prasad besaß nicht Nehrus Glamour, auch hatte er nicht Sardar Patels gebieterische Persönlichkeit und dessen pragmatischen Blick auf die Dinge, aber er war durch und durch ehrenhaft, hoch angesehen und beliebt, nicht nur bei den Politikern, sondern bei der überwältigenden Masse der Bürger... Von allen Kongresspolitikern hatte er die besten akademischen Abschlüsse und war der einzige, der den Juristenberuf auf der Höhe seiner Karriere aufgab.“ – K.M. Munshi[34]